# 新路坑
新路坑，是台灣桃園市龜山區的一個傳統地域名稱，為全區行政中心所在地，位於該區西南部。相較於今日行政區，其範圍大致包括中興里、新興里、新路里、陸光里、龜山里、大同里不含西南端凸出部分、嶺頂里、新嶺里西部、舊路里西南端邊界地帶。

## 歷史
台灣清治末期至日治前期，新路坑地區為一街庄，稱為「新路坑庄」，隸屬於桃澗堡。該庄北與大檜溪庄、楓樹坑庄、舊路坑庄為鄰，東與塔藔坑庄為鄰，南邊為兔子坑庄、山頂庄，西邊為大樹林庄、小檜溪庄。
1901年（日治明治三十四年）11月，全台廢縣廳改設二十廳，該庄隸屬於桃仔園廳。1903年（明治三十六年），改名桃園廳。1909年（明治四十二年）10月，合併二十廳為十二廳，該庄隸屬不變。1920年（大正九年），該庄改制為「新路坑」大字，隸屬於新竹州桃園郡龜山庄。
戰後龜山庄改制為龜山鄉，隸屬於新竹縣，大字亦改制為村。1950年桃、竹、苗分治，龜山鄉改隸屬於桃園縣。2014年12月桃園縣升格為直轄桃園市，龜山鄉改制為龜山區。

## 旅遊

### 文化資產
- 壽山巖觀音寺（市定古蹟，萬壽路二段6巷111號，1916年）
- 曹丁波洋樓（萬壽路二段1035號，1927年）
- 前龜山陸光三村活動中心（歷史建築，陸光段368號，1966年）
- 龜山憲光二村（歷史建築，明德路憲光二村，1968、1973年）

## 聚落
本地區發展較早的聚落有新路坑、龜崙頂（嶺頂）等，在日治期初期的官方地圖上已有記載。此外，本地區尚有過溪、龜山、下社、半嶺、西嶺頂、東嶺頂等聚落。

## 交通
省道台1線（萬壽路一段～二段、長壽路）又稱「縱貫公路」，是台北至屏東楓港的傳統平面幹道，大致先以東北東—西南西走向轉東南東—西北西走向再轉橫向經過本地區東北部，再以東北—西南走向轉東北東—西南西走向經過本地區西北部。由該道路向東北東可前往新莊、三重等地，向西南西於北側繞過桃園市中心可前往中壢、平鎮、楊梅等地。
省道台1甲線（東萬壽路、萬壽路二段）是台北至桃園的平面幹道，在本地區路段最東段與省道台1線平行而位於其北側，於嶺頂至半嶺西側與台1線共線，其後再分線而與台1線平行並位於其南側。由該道路向東北東可前往新莊、三重等地，向西南西可穿越桃園市中心並止於省道台1線。
區道桃7線（振興路）是後厝至半嶺的道路，其南側端點位於本地區東部半嶺聚落西側的省道台1線路口。由此向東北蜿蜒而行，出境後可前往舊路坑、牛角坡並止於樂善國小旁的區道桃9線路口。
區道桃8線（大同路）是龜山至兔子坑的道路，其西側端點位於本地區中部龜山市區省道台1甲線路口。由此向南南東轉東南蜿蜒出境後，轉向東可前往兔子坑山區。

## 學校
- 銘傳大學龜山校區
- 成功工商
- 龜山國中
- 壽山高中
- 龜山國小
- 自強國小
- 壽山國小